# Флёре-ле-Фаверне
Флёре́-ле-Фаверне́ (фр. Fleurey-lès-Faverney) — коммуна во Франции, находится в регионе Франш-Конте. Департамент — Верхняя Сона. Входит в состав кантона Пор-сюр-Сон. Округ коммуны — Везуль.
Код INSEE коммуны — 70236.

## География
Коммуна расположена приблизительно в 310 км к юго-востоку от Парижа, в 60 км севернее Безансона, в 15 км к северу от Везуля.
По территории коммуны протекает река Лантерн.

## Население
Население коммуны на 2010 год составляло 407 человек.
| 1962 | 1968 | 1975 | 1982 | 1990 | 1999 | 2010 |
| ---- | ---- | ---- | ---- | ---- | ---- | ---- |
| 422  | 431  | 402  | 393  | 411  | 365  | 407  |

## Экономика

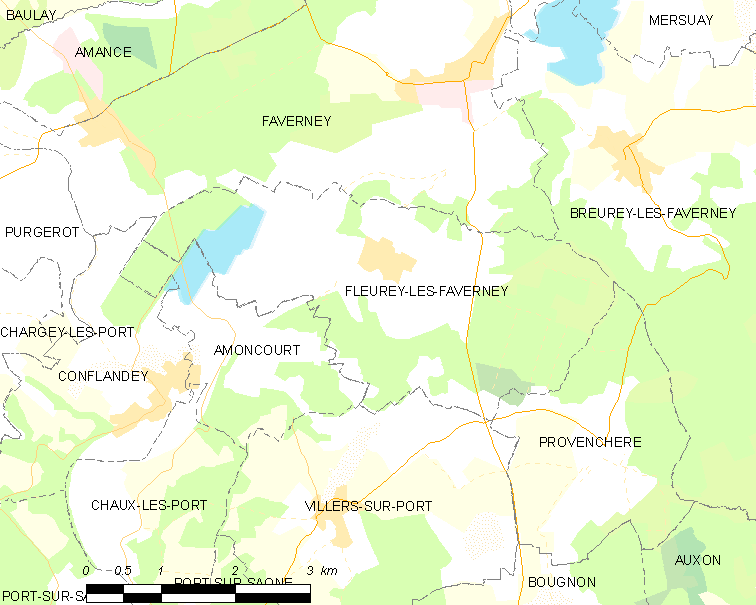
Карта коммуны

В 2010 году среди 260 человек трудоспособного возраста (15—64 лет) 201 были экономически активными, 59 — неактивными (показатель активности — 77,3 %, в 1999 году было 68,7 %). Из 201 активных жителей работали 192 человека (97 мужчин и 95 женщин), безработных было 9 (8 мужчин и 1 женщина). Среди 59 неактивных 16 человек были учениками или студентами, 28 — пенсионерами, 15 были неактивными по другим причинам.